# Adam Wharton
Adam James Wharton (Blackburn, Lancashire, Inglaterra, 6 de febrero de 2004) es un futbolista británico. Juega de mediocampista y su equipo actual es el Crystal Palace Football Club de la Premier League, máxima categoría del fútbol inglés.

## Trayectoria
A sus 6 años se incorporó a las divisiones infantiles de Blackburn Rovers, escaló en las diferentes categorías hasta que el 16 de febrero de 2022 firmó su primer contrato profesional, a sus 18 años.
Debutó como profesional el 10 de agosto de 2022, el entrenador Jon Dahl Tomasson lo colocó de titular para enfrentar a Hartlepool United en la primera ronda de la Copa de la Liga de Inglaterra y ganaron 4-0 en el Ewood Park.
Convirtió su primer gol oficial en la fecha 17 del campeonato, en lo que fue el triunfo 2-1 frente a Birmingham City.
En su primera temporada oficial jugó 22 partidos y convirtió 2 goles, su equipo finalizó en la posición 17 en la Championship 2022-23.
El 1 de febrero de 2024 fue fichado por Crystal Palace, firmó contrato hasta el 30 de junio de 2029. Dejó Blackburn Rovers con 51 partidos jugados, 4 goles y 5 asistencias.

## Selección nacional
Ha sido parte de la selección de fútbol de Inglaterra en las categorías juveniles sub-16, sub-19, sub-20 y sub-21.
Debutó con la selección absoluta el 3 de junio de 2024 en una victoria 3-0 frente a Bosnia.

### Participaciones en Eurocopas
| Copa          | Sede     | Resultado  | Partidos | Goles |
| ------------- | -------- | ---------- | -------- | ----- |
| Eurocopa 2024 | Alemania | Subcampeón | 0        | 0     |

## Estadísticas
Actualizado al último partido disputado el 17 de mayo de 2025.
| Club                              | Div.          | Temporada     | Liga  | Liga  | Liga   | Copas nacionales | Copas nacionales | Copas nacionales | Copas internacionales | Copas internacionales | Copas internacionales | Total | Total | Total  |
| Club                              | Div.          | Temporada     | Part. | Goles | Asist. | Part.            | Goles            | Asist.           | Part.                 | Goles                 | Asist.                | Part. | Goles | Asist. |
| --------------------------------- | ------------- | ------------- | ----- | ----- | ------ | ---------------- | ---------------- | ---------------- | --------------------- | --------------------- | --------------------- | ----- | ----- | ------ |
| Blackburn Rovers F. C. Inglaterra | 2.ª           | 2021-22       | -     | -     | -      | 0                | 0                | 0                | —                     | —                     | —                     | 0     | 0     | 0      |
| Blackburn Rovers F. C. Inglaterra | 2.ª           | 2022-23       | 18    | 2     | 1      | 4                | 0                | 1                | —                     | —                     | —                     | 22    | 2     | 3      |
| Blackburn Rovers F. C. Inglaterra | 2.ª           | 2023-24       | 26    | 2     | 3      | 3                | 0                | 0                | —                     | —                     | —                     | 29    | 2     | 3      |
| Blackburn Rovers F. C. Inglaterra | Total club    | Total club    | 44    | 4     | 4      | 7                | 0                | 1                | 0                     | 0                     | 0                     | 51    | 4     | 5      |
| Crystal Palace F. C. Inglaterra   | 1.ª           | 2023-24       | 16    | 0     | 3      | -                | -                | -                | —                     | —                     | —                     | 16    | 0     | 3      |
| Crystal Palace F. C. Inglaterra   | 1.ª           | 2024-25       | 20    | 0     | 2      | 7                | 0                | 0                | —                     | —                     | —                     | 27    | 0     | 2      |
| Crystal Palace F. C. Inglaterra   | Total club    | Total club    | 36    | 0     | 5      | 7                | 0                | 0                | 0                     | 0                     | 0                     | 43    | 0     | 5      |
| Total carrera                     | Total carrera | Total carrera | 80    | 4     | 8      | 14               | 0                | 1                | 0                     | 0                     | 0                     | 94    | 4     | 10     |
| 1.                                |               |               |       |       |        |                  |                  |                  |                       |                       |                       |       |       |        |

## Palmarés

### Títulos nacionales
| Título           | Club                 | País       | Año  |
| ---------------- | -------------------- | ---------- | ---- |
| FA Cup           | Crystal Palace F. C. | Inglaterra | 2025 |
| Community Shield | Crystal Palace F. C. | Inglaterra | 2025 |